# Lana Lang
Pour les articles homonymes, voir Lang.
Pour le personnage de la série télévisée Smallville, voir Lana Lang (Smallville).
Lana Lang est un personnage de comics (bande dessinée des États-Unis d'Amérique) appartenant à DC Comics. Sa toute première apparition a lieu dans Superman #10 en septembre-octobre  1950.

## Biographie fictive
Lana est adoptée par sa tante après l'accident de ses parents. Dans le comics Lana Lang est grande, avec des longs cheveux roux avec des taches de rousseur.
Lana Lang fut le premier amour de Clark Kent, l'adolescent qui deviendra un jour Superman. Elle fait partie du club restreint des protagonistes de Superman aux initiales L.L. (au même titre que Lois Lane, Lex Luthor, Lionel Luthor ou Lori Lemaris), des personnes essentielles dans le déroulement de ses aventures. Lana a une grande importance, car elle bâtit la personnalité du futur superhéros.

### Version avantCrisis on Infinite Earths
Lana est une amie de Clark : elle est la fille du professeur Lang, un brillant archéologue au lycée de Smallville. Lana a le béguin pour Superman, qui ne manque pas une occasion de la sauver de divers dangers. De ce fait, la jeune fille, gagnée par un esprit journalistique, est intriguée par l'identité secrète du super-héros, et cherche par tous les moyens à percer à jour ce mystère.
Elle se rend finalement compte que Superboy n'est autre que Clark Kent et jure qu'elle ne révélera jamais rien. Dans le futur, Lana va devenir journaliste au Daily Planet à Metropolis, puis présentatrice vedette du journal télévisé.

### Version actuelle
Dans la version actuelle des comics, Pete Ross épouse Lana Lang mais ils finissent divorcés. Cependant Lana et Pete reviennent ensemble dans Adventures of Superman #647. Elle est l’actuelle Superwoman et possède un costume rouge et blanc (Dans Action Comics Rebirth)

## Autres médias

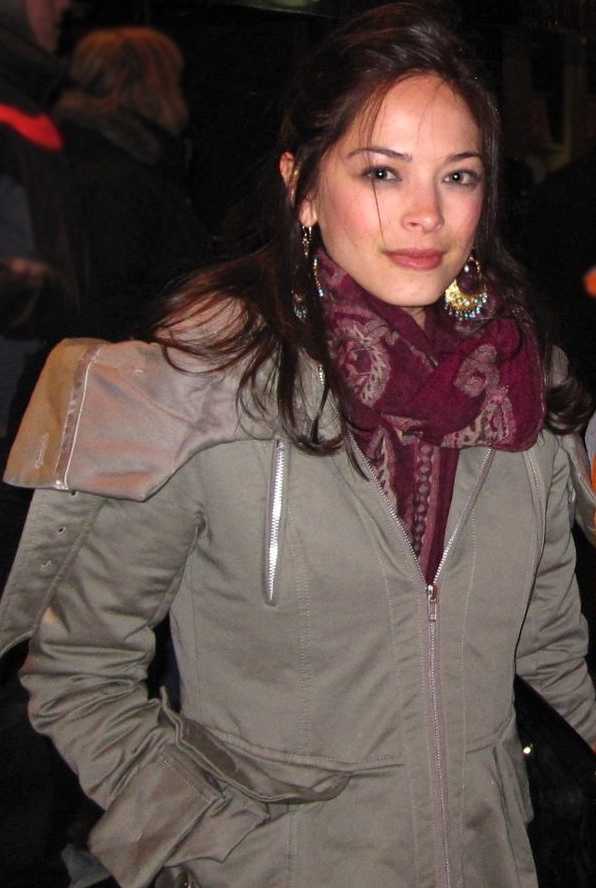
Kristin Kreuk, interprète de Lana Lang dans la série Smallville.

La première fois que Lana a été dépeinte dans le cœur de l’action fut en 1961, dans la série en noir et blanc "Les aventures de Superboy". Elle est interprétée par Bunny Henning  mais seul un épisode a été filmé.  
Le personnage de Lana est également apparu dans le dessin animé "Superboy" dans les années 60. Sa voix était celle de Janet Waldo.

### Cinéma
En 1978, Lana est interprétée par Diane Sherry dans le premier film Superman. En 1983, Annette O'Toole interprète une Lana divorcée et maman qui reprend contact avec Clark pour une réunion des anciens élèves du lycée dans Superman III.
Ni O'Toole ni le personnage de Lana ne réapparaîtront dans le quatrième Superman. O'Toole est revenue dans la mythologie Superman en 2001 avec le rôle de Martha Kent dans Smallville.
En 2013, le rôle est interprété par Jadin Gould, dans le reboot Man of Steel. Il s'agit d'une version plus jeune de Lana (qui a 13 ans dans le film).

### Séries télévisées

#### Superboy
La prochaine occasion de voir Lana arrive en 1988. Stacy Haiduk obtient le rôle dans la nouvelle série Superboy qui durera jusqu'en 1992. Dans cette série, Lana et Clark sont étudiants à l'Université Shuster.

#### Loïs et Clark: Les Nouvelles Aventures de Superman
Lana est apparue dans un épisode de Loïs et Clark : Les Nouvelles Aventures de Superman. Elle est jouée par Emily Procter en 1996 dans l'épisode Dix secondes d'éternité, elle est blonde dans cette version.

#### Smallville
Lana Lang est interprétée par Kristin Kreuk dans la série télévisée Smallville, première actrice brune à jouer ce rôle-là. La série a contribué à la popularité du personnage, qui fut un des personnages principaux de celle-ci pendant plusieurs années. Cette Lana Lang ne se cantonne pas au rôle de damoiselle en détresse bien longtemps, et finit par devenir une figure forte dans l'entourage de Clark Kent. Sa force mentale est décuplée à la suite de son mariage avec le manipulateur Lex Luthor, sa capacité à se fier aux autres en prend cependant un coup et elle devient une femme forte mais instable, avant de doubler Lex en acquérant des super-pouvoirs destinés à celui-ci, mais qui empêchent dramatiquement toute proximité entre elle et Clark. Ce dénouement ouvre la voie à Lois Lane, arrivant plus tardivement.

#### Superman et Lois
Lana Lang y est incarnée par Emmanuelle Chriqui. Elle est mariée avec le chef des pompiers de Smallville, Kyle Cushing. Ils ont ensemble deux filles nommées Sarah et Sophie, proche des enfants de Clark Kent et Lois Lane : Jordan et Jonathan. Dans le passé, il est révélé que Clark et Lana sont brièvement sorti ensemble avant de rompre. Après le retour de la famille Kent-Lane à Smallville, Lana qui travaille pour Morgan Edge accepte d'aider Lois à enquêter sur lui. Parallèlement, elle essaye d'amener sa fille Sarah à s'ouvrir sur sa tentative de suicide ce qui renforcera leur lien. Pendant la crise kryptonienne à Smallville, la famille de Lana est pris pour cible par les habitants à cause de leur soutien à Edge et de la propagande du maire qui rejette ses fautes sur la famille Lang-Cushing. Lana se porte volontaire pour accueillir la conscience de Lara Lor-Van pour aider Superman.
Dans la saison 2, Lana se lance en politique pour devenir maire de Smallville. Parallèlement, son couple est en danger quand le passé de Kyle refait surface.

### Animations

#### Superman's family album
En 1988, Lana Lang apparaît aussi dans un dessin animé nommé Superman's Family Album. Ce divertissement de quatre minutes relate les événements importants de la vie du jeune Clark, de l'atterrissage de sa fusée à Smallville à son apparition en tant que « Superman ». Naturellement, Lana essaye de découvrir l'identité secrète de Clark.

#### Superman, l'Ange de Métropolis
Lana apparaît aussi dans Superman, l'Ange de Metropolis. Dans cette série, Lana est au courant de la double vie de Clark. Dans les premiers épisodes, lorsque Lana n'est encore qu'une adolescente, Kelly Schmidt prête sa voix au personnage en version originale, tandis que Magali Barney la double en VF. Elle sert de confidente à Clark lorsque ce dernier découvre des pouvoirs. Elle réapparaît adulte des années plus tard, au bras de Lex Luthor, dont elle ne soupçonne pas les activités criminelles. Lorsqu'elle revoit Clark, elle lui avoue être toujours amoureuse de lui et l'embrasse, ce qui ulcère Luthor quand il apprend, et il tente de la tuer, mais elle est sauvée par Clark.
Plus tard, c'est Joely Fisher qui prend le relais en VO, tandis qu'en VF, elle est doublée par Sybille Tureau lors de sa brève deuxième apparition dans la série, lorsque Clark doit se faire passer pour mort afin de découvrir qui a tenté de le tuer. 
Laurence Crouzet prend la relève dans sa troisième apparition, alors qu'elle organise des défilés de mannequin et que l'un de ces derniers s'avère avoir été créée par Toyman.

#### Superman: Red Son
Dans le film Superman: Red Son (adapté du comics du même nom), Superman a grandi en Russie. Son amie d'enfance se nomme Svetlana. Elle est doublée en anglais par Winter Ave Zoli.